# Ani İpekkaya
Ani İpekkaya (* 1939 in der Türkei) ist eine türkische Theater-, Film- und Fernsehschauspielerin sowie Synchronsprecherin armenischer Abstammung.
Ani İpekkaya begann mit ihrer Karriere im Jahre 1961. Sie nahm zahlreiche Rollen im İstanbul Şehir Tiyatroları und im Tiyatro Boğaziçi wahr und war auch Regisseurin in verschiedenen Kinderschauspielen. Zusätzlich war Ani İpekkaya als Voiceover-Künstlerin Schauspielerin in zahlreichen Kinofilmen und Seifenopern.

## Ehrungen und Auszeichnungen
- 4. Afife Tiyatro Ödülleri
- Nisa Serezli Aşkıner Özel Ödülü im Jahre 2000
- Yaşamı Boyunca Tiyatro Dalında Başarılı Çizgisini Sürdürmüş Tiyatro Sanatçısı
- Üstün Akmen Emek Ödülü 2024

## Theaterrollen
- Ahududu: Joseph Kesselring – İstanbul Şehir Tiyatrosu – 1996
- Askerliğim "Biloxi Blues": "Neil Simon – İstanbul Şehir Tiyatrosu – 1994
- Tartuffe: Molière – İstanbul Şehir Tiyatrosu – 1992
- İlk Gençliğim: Neil Simon – İstanbul Şehir Tiyatrosu – 1991
- Aç Sınıfın Laneti: Sam Shepard – İstanbul Şehir Tiyatrosu – 1988
- Die Hochzeit des Figaro: Beaumarchais – İstanbul Şehir Tiyatrosu 1983
- Sersem Kocanın Kurnaz Karısı: Haldun Tane – İstanbul Şehir Tiyatrosu – 1979
- Mutter Courage und ihre Kinder: Bertolt Brecht – İstanbul Şehir Tiyatrosu 1978
- Dayan Bahriyeli: Phlip King – İstanbul Şehir Tiyatrosu 1967
- Keşanlı Ali Destanı: Haldun Taner – Gülriz Sururi Engin Cezzar Tiyatrosu 1963

## Filmografie
- 1983: Badi
- 1983: Ve Recep Ve Zehra Ve Ayşe
- 1986: Merdoğlu Ömer Bey
- 1988: Hanım
- 1988: Keşanlı Ali Destanı
- 1995: Avrenos'un Müşterileri
- 1996: Kış Çiçeği
- 1998: Affet Bizi Hocam
- 2000: Bir Aşk Hikayesi
- 2000: Delikanlı (dizi)
- 2000: Külyutmaz
- 2000: Üzgünüm Leyla
- 2002: Karşılaşma
- 2003: Kasabanın İncisi
- 2005: Yolculuk
- 2007: Gitmek: Benim Marlon ve Brandom|Gitmek
- 2010: Deli Saraylı
- 2011: İstanbul'un Altınları
- 2011: İzmir Çetesi